# 猶太教莉亞堂

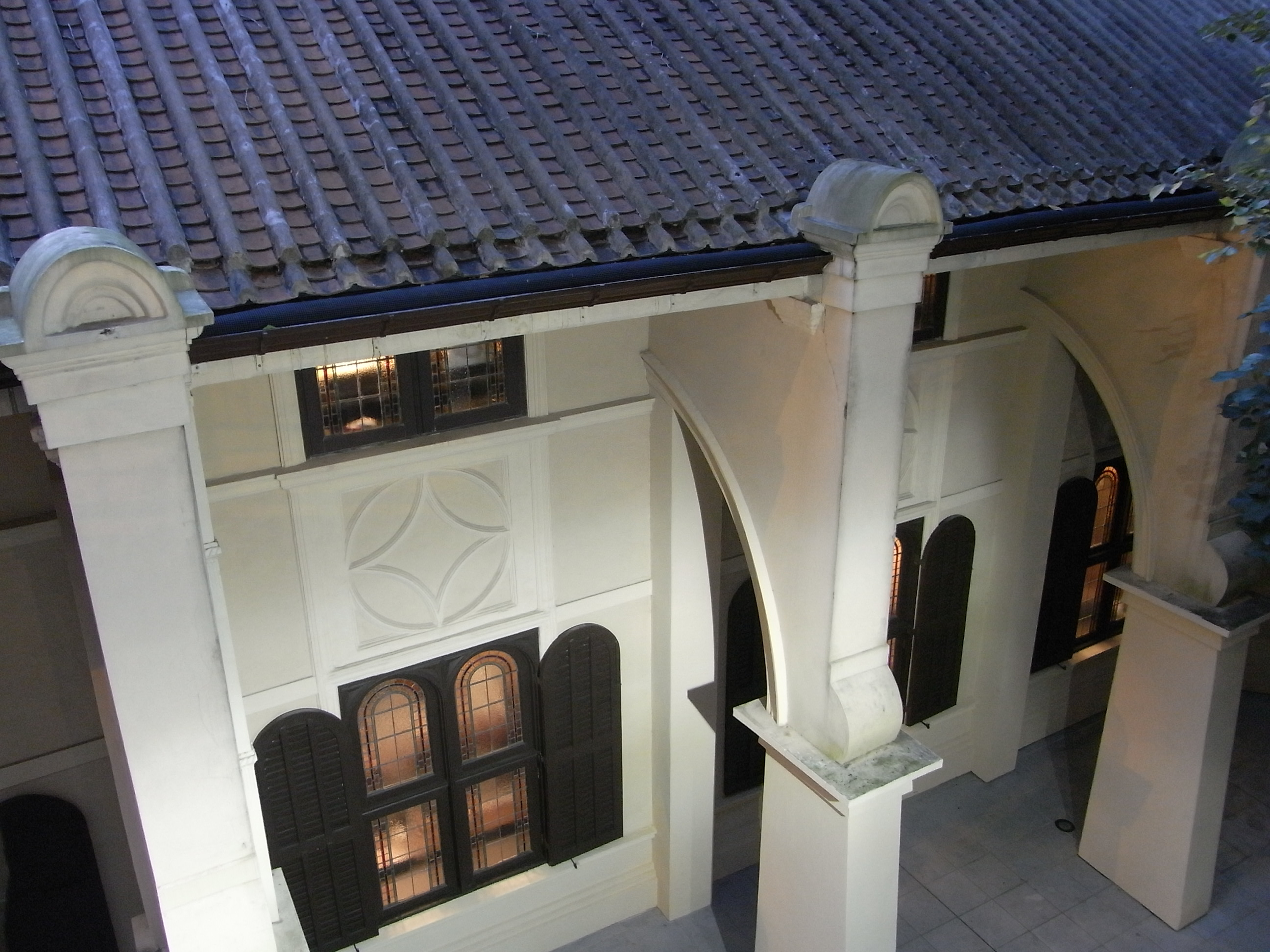
香港猶太教莉亞堂

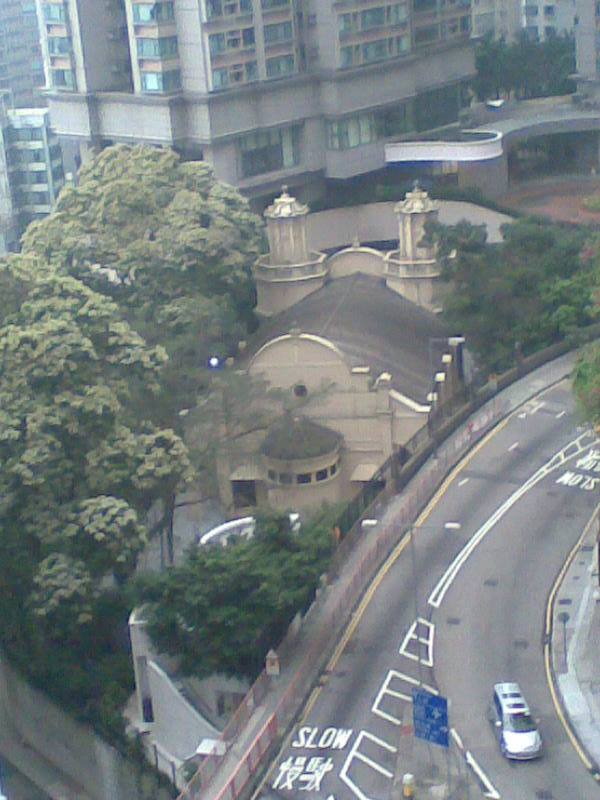
從高處拍攝的莉亞堂

猶太教莉亞堂（Ohel Leah Synagogue，俗稱猶太廟）是香港一所猶太會堂，位於香港島半山區羅便臣道近衛城道交界，現時被列為香港一級歷史建築。

## 歷史
猶太教莉亞堂於1901年興建，1902年落成，由當時香港銀行家沙宣爵士所建，為紀念其母親莉亞女士，因此將其命名為莉亞堂。
猶太教莉亞堂曾於1998年自資4,000多萬港元重修，外牆批盪由原來的白色改為黃色，把後期的添加物拆去，將地磚、梯級和門窗回復原貌，其後在2000年得到聯合國教科文組織亞太區文物古蹟保護獎優異項目獎。

## 建築
猶太教莉亞堂樓高兩層，主要由外墻10根石柱支撐整幢建築物，採取古典主義的比例和對稱，揉合中世紀西班牙及東猶太的建築風格設計，左右有八角形塔樓，中軸對稱。莉亞堂正中央是祭台所在，比地面升高五級樓級，祭台面向會堂盡頭是藏經庫，其內安放了手抄《摩西五經》的銀筒。祭台兩傍木椅供年長信徒而設，前廳左右塔樓內有木樓梯可以通往由飛扶壁支撐的露台，從露台可以望到中間的祭台，供婦女在舉行宗教活動時使用。

## 外部連結
- 康文署：猶太教莉亞堂
- 陳天權：猶太廟

22°16′54″N 114°08′56″E / 22.281611°N 114.148915°E